# Iskradata 80
Iskradata 80 distribuirani je računalni sistem koji je razvila i proizvodila slovenska tvrtka Iskra TOZD Računalniki iz Kranja početkom 1980-tih godina.

## Značajke
Sistem se sastojao od sljedećih dijelova:
- Iskradata 80-50 - pisač
- Iskradata 80-60 - samostalno računalo, operacijski sustav CP/M
- Iskradata 80-70 - komunikacijsko računalo
- Iskradata 80-75 - sinkroni terminal
- Iskradata 80-80 - matično mini računalo
  - broj terminala: 1, proširivo do 16 terminala dodatkom komunikacijskog modula Iskradata 80-90
  - spremište podataka
    - najveći broj tvrdih diskova: 4
    - veličina tvrdih diskova: 40, 80, 160, 200 i 300 MB

  - operacijski sustav: IDOS, CP/M
  - programsko okružje: BASIC, Pascal
- Iskradata 80-90 - komunikacijski modul
  - podržava sinkrone i asinkrone terminale
  - međuspoj: RS-232
  - broj terminala: 16

## Vanjske poveznice
- Iskradata 80 (SloRaDe, Slovenska računalniška dediščina)